# Rybnik Piaski
Rybnik Piaski – przystanek kolejowy (dawniej stacja) w Rybniku, w województwie śląskim. Znajduje się na wysokości 230 m n.p.m.

## Ruch pasażerski
| Rok  | Wymiana pasażerska na dobę |
| ---- | -------------------------- |
| 2017 | 0-9                        |
| 2022 | 0-9                        |

## Historia
Dawna stacja kolejowa została otwarta 21 listopada 1936 na linii kolejowej z Rybnika do Żor, dwa lata później przedłużonej do Pszczyny.
Od dnia 9 grudnia 2012 r. do 14 grudnia 2013 r. na przystanku nie zatrzymywały się żadne pociągi.
Od grudnia 2021 stacja jest wykorzystywana na linii S72 (Rybnik-Pszczyna) spółki Koleje Śląskie, dzięki czemu przystanek posiada bezpośrednie połączenia kolejowe m.in. z Rybnikiem, Żorami i Pszczyną.